# Federico Bernardeschi
Federico Bernardeschi (Carrara, 16 de fevereiro de 1994) é um futebolista italiano que atua como meio-campista. Atualmente, está no Bologna.

## Carreira

### Crotone
Bernardeschi estreou entre os profissionais emprestado pela Fiorentina ao Crotone, em 2013, e chegou a ser cotado como uma grande revelação do futebol italiano.

### Fiorentina
De volta ao Artemio Francchi, machucou-se, mas depois emendou duas temporadas importantes assim teve ótima uma passagem de três anos em Florença, tendo marcado 11 gols em sua última temporada do Campeonato Italiano, o mais jovem a fazê-lo.

### Juventus
Em 24 de julho de 2017, assinou até 2022 com a Juventus por 40 milhões de euros.
Após o término de seu contrato a Juventus decidiu não renovar com Bernardeschi assim finalizando sua passagem com 12 gols e 24 assistências em 183 jogos.

### Toronto
Em 15 de julho de 2022, Bernardeschi assinou por quatro anos com o Toronto.

## Seleção Italiana
Federico Bernardeschi fez parte do elenco da Seleção Italiana que disputou a Eurocopa de 2016.

## Estatísticas
Atualizado até 19 de dezembro de 2020.

### Clubes
| Equipe            | Temporada         | Campeonato nacional | Campeonato nacional | Copas nacionais | Copas nacionais | Competições continentais | Competições continentais | Total | Total |
| Equipe            | Temporada         | Jogos               | Gols                | Jogos           | Gols            | Jogos                    | Gols                     | Jogos | Gols  |
| ----------------- | ----------------- | ------------------- | ------------------- | --------------- | --------------- | ------------------------ | ------------------------ | ----- | ----- |
| Crotone           | 2013–14           | 39                  | 12                  | –               | –               | –                        | –                        | 39    | 12    |
| Crotone           | Total             | 39                  | 12                  | –               | –               | –                        | –                        | 39    | 12    |
| Fiorentina        | 2014–15           | 7                   | 1                   | –               | –               | 3                        | 2                        | 10    | 3     |
| Fiorentina        | 2015–16           | 33                  | 2                   | 1               | 0               | 7                        | 4                        | 41    | 6     |
| Fiorentina        | 2016–17           | 32                  | 11                  | 2               | 1               | 8                        | 2                        | 42    | 14    |
| Fiorentina        | Total             | 72                  | 14                  | 3               | 1               | 18                       | 8                        | 93    | 23    |
| Juventus          | 2017–18           | 22                  | 4                   | 4               | 0               | 5                        | 1                        | 31    | 5     |
| Juventus          | 2018–19           | 28                  | 2                   | 3               | 1               | 8                        | 0                        | 39    | 3     |
| Juventus          | 2019–20           | 29                  | 1                   | 3               | 0               | 6                        | 1                        | 38    | 2     |
| Juventus          | 2020–21           | 7                   | 0                   | 0               | 0               | 6                        | 0                        | 13    | 0     |
| Juventus          | Total             | 86                  | 7                   | 10              | 1               | 25                       | 2                        | 121   | 10    |
| Total na carreira | Total na carreira | 197                 | 33                  | 13              | 2               | 43                       | 10                       | 253   | 45    |

## Títulos
Juventus
- Campeonato Italiano: 2017–18, 2018–19, 2019–20[8]
- Copa da Itália: 2017–18, 2020–21
- Supercopa da Itália: 2018, 2020

Seleção Italiana
- Eurocopa: 2020

### Prêmios individuais
- Equipe do torneio do Campeonato Europeu Sub-21 de 2017[9]